# 奸仔典溪橋
台鐵奸仔典溪橋是位於台灣臺東縣加典溪上的一座鐵路橋樑，連接臺東縣關山鎮關山車站與鹿野鄉瑞和車站，1986年於舊橋原址重建新橋。

## 沿革
臺東線鐵路臺東（今稱台東舊站）至里壠（今關山）間軌距762mm的輕便鐵路，由台東開拓會社興建，1919年12月16日通車，推測跨越加典溪的「奸仔典溪橋」於當時即已存在，其長度與型式不詳。1920年代初期，臺灣總督府在交通系統一元化政策下，收購台東開拓會社興建的這段鐵路，改為官營，並自1921年起續築里壠（今關山）至璞石閣（今玉里）路段，銜接1919年5月17日即已完工通車的璞石閣（今玉里）至花蓮段762mm輕便鐵路，並在1926年完成臺東線鐵路全線通車。
1978年7月1日起，台鐵局進行東線鐵路拓寬工程，將臺東線鐵路由原來的762mm軌距拓寬為1067mm，全線於1982年6月26日竣工、27日通車（但舞鶴－三民間自強隧道前後路段除外），其中奸仔典溪橋採就地加固橋台及橋墩方式辦理，並將鋼鈑梁抽換為4孔16.7公尺及2孔13.7公尺長之鋼筋混凝土丁字梁，全長94.2公尺，1980年10月完工。
日本時代後期及戰後，台鐵局陸續改建或補強老舊鐵路橋梁，並自1980年代起，大規模辦理舊橋重建，除了已完成重建者之外，計羅列出29座橋梁，分別納入「五大橋梁重建工程」及「鐵路沿線老舊橋梁重建工程」兩項計畫。奸仔典溪橋由於受到1982年起實施「東部治山防洪計畫」整治河川上游、興建堤防並加寬堤距的影響，導致鐵路落於行水區內，影響排洪與行車安全，台鐵局遂配合堤防法線及最高洪水位，規劃改建奸仔典溪橋，並列入「鐵路沿線老舊橋梁重建工程」項下。

## 設計施工
奸仔典溪橋採取就地重建的方式施工，為了維持列車運行，工程單位先在原舊橋下游側另建施工便線（即臨時軌）與臨時橋。另外，因為奸仔典溪橋北方四百多公尺也有一座須重建的水拔溪橋（跨越加鹿溪），所以兩橋的重建工程同步進行，並共同鋪設一條施工便線。施工便線在1985年12月16日撥接通車，列車改駛便線之後，工程單位隨即動工拆除舊橋，重建新橋。
重建的奸仔典溪橋為6孔跨距22.9公尺單線箱型預力梁橋，橋長增加為137.4公尺，橋梁高程提高1.9公尺，前後引道也配合抬高，橋墩為單圓柱懸臂式，基礎為圓形開口沉箱，於1986年11月21日完工，待鋪軌完成後，在1987年2月23日自施工便線撥接至新橋通車，並使用至今。

## 近況
- 2014年6月28日，包含奸仔典溪橋在內的臺東線完成電氣化通車營運[7]。